# Grande Ligne
 (septembre 2011).
La Grande Ligne est la séparation de la Seigneurie de Blainville, au Québec, en deux parties égales en 1792. La construction du chemin de la Grande Ligne sera officialisée en 1804. On utilise toujours ce nom pittoresque pour décrire l'actuel boulevard Curé-Labelle (route 117) entre Rosemère et St-Janvier (Mirabel).

## Histoire

### La Seigneurie de Blainville
Louis Jean-Baptiste Céloron de Blainville (1660-1756) et sa femme Suzanne de Langloiserie deviennent le 8 juillet 1743 seigneurs de la seigneurie des Mille-Îles qu’ils administrent depuis 1742, et lui donnent le nom de Blainville. De leur union naissent un garçon et trois filles.
En 1756, le Seigneur de Blainville quitte défendre la Nouvelle-France en compagnie de son fils au fort Duquesne (aujourd'hui Pittsburgh), et le même été, il tombe les armes à la main. Madame de Blainville hérite de la Seigneurie de Blainville. 
Le 10 octobre 1757, leur fille Marie-Hypolite de Blainville épouse Louis-Hugues Hertel de Chambly à Laprairie. Monsieur Hertel de Chambly ayant des intérêts dans la Seigneurie de Chambly, les époux ne s'installeront dans la Seigneurie de Blainville qu'en 1778.
Meurtrie par la conquête et le départ de son fils pour la France, Suzanne de Blainville donne une procuration à sa fille Thérèse de Blainville pour agir en son nom le 22 octobre 1768. Madame Suzanne de Blainville décède le 30 juillet 1769.
Ce sont Marie-Anne Thérèse de Blainville et Marie-Hipolyte de Blainville qui héritent de la Seigneurie, leur frère Louis de Blainville et leur sœur Louise Suzanne de Blainville ayant résigné leurs droits sur la Seigneurie.

### Les Hertel
Louis-Hughes Hertel de Chambly devient officiellement Seigneur de Blainville. Toutefois, il ne peut s'occuper de la Seigneurie avant 1778. Il vend donc tous ses droits dans la Seigneurie de Chambly et s'installe définitivement à Blainville dans un manoir construit à Rosemère tout près de l'actuel pont du Canadien Pacifique.

### Les Lamarque
Le 30 septembre 1770, Thérèse de Blainville épouse Jacques-Marie-Nolan Lamarque (1729-1789) à Lachenaie. Conjointement avec Hertel, Lamarque devient Seigneur de Blainville. Les époux s'installent dans un manoir sur une Terre située dans la Grande-Côte, à l'endroit précis où l'Autoroute des Laurentides se prépare à enjamber la Rivière des Mille-Îles.
Toutefois, Thérèse de Blainville, qui a reçu une procuration de sa mère en 1768, connaît les affaires de la Seigneurie et tient à sa liberté d'action. Elle se fait donner en 1778 une procuration de son mari l'autorisant à agir dans toutes les affaires qui se présenteront.

### La division
Les deux seigneurs Lamarque et Hertel et leurs épouses tiennent à ce qu'une paroisse et une église soient érigées dans la Seigneurie de Blainville. 
Alors que les Lamarque veulent l’église dans le Haut de la Grande Côte, les Hertel la désirent à Rosemère, mais conjointement ils s’opposent à un site à l’intérieur des terres comme le veut l’évêque, projet auquel ils se soumettent cependant en 1789.
Après la mort de Lamarque en 1789, les relations entre Thérèse de Blainville et les Hertel ne sont guère cordiales, et elle confie l’administration de sa seigneurie à Joseph-Hubert Lacroix, notaire et ami très intime de la famille.
En 1792, Lacroix sépare la Seigneurie en deux parties à peu près égales. La partie Est au Seigneur Hertel et la partie Ouest à la Seigneuresse Lamarque.

### Montée de la Grande Ligne
En 1804, l'évêque demande au Procureur Lacroix de rattacher les fidèles de Pays-Fin à l'Église de Ste-Thérèse et d'établir des communications entre le sud et le nord de la Seigneurie. Pays-Fin désignait alors St-Janvier (Mirabel) qui était à cette époque la «fin du pays», car au-delà de Pays-Fin, il restait tout à découvrir.
Lacroix fit ouvrir officiellement un chemin à la frontière des deux parties de la Seigneurie. Chemin qu'il appela officiellement «la Montée de la Grande Ligne».